# Álbum doble

The Wall, de Pink Floyd es uno de los álbumes dobles más famosos de la historia y también es el álbum doble más vendido de la historia.

Un álbum doble es un álbum musical que se extiende por dos unidades del principal soporte en el que se vende (puede ser dos vinilos, dos casetes o dos discos compactos).

## Características
Un álbum doble es generalmente (aunque no siempre), lanzado porque la grabación es más larga que la capacidad del soporte. Los artistas a menudo piensan en álbumes dobles como una sola pieza artística, sin embargo, hay excepciones tales como Ummagumma de Pink Floyd: un álbum en vivo y un álbum de estudio empacados juntos, Lobo suelto/Cordero atado de Patricio Rey y sus Redonditos de Ricota son dos álbumes distintos, pero adjuntados en un álbum, Speakerboxxx OutKast/The Love Below, que consiste en un disco en solitario por cada miembro del dúo de hip-hop.

## Historia
El primer álbum doble de la historia se llama The Famous 1938 Carnegie Hall Jazz Concert, es un recital de Benny Goodman de 1938 pero recién editado en 1950. La popularidad de crear álbumes doble de estudio llegó con el lanzamiento de The Beatles (The White Album) de 1968.
Particularmente con el surgimiento del disco compacto, algunos álbumes se lanzaron con un disco extra con material adicional como complemento a la principal del álbum, con canciones en vivo, demos, canciones descartadas, o más material inédito. Una nueva innovación es el acompañamiento de un CD con un DVD de material relacionado, como el vídeo relacionado con el álbum o las versiones de DVD-Audio de las mismas grabaciones. Estos podrían ser considerados como una nueva forma de álbum doble, y algunos de estos discos también son liberados en un formato de dos caras llamado DualDisc.
Los mismos principios se aplican a los álbumes triple, que consta de tres unidades. Los álbumes con más de tres unidades, se han empaquetado en cajas como conjuntos, llamándose box set.